# Larus heermanni
Il gabbiano di Heermann (Larus heermanni, Cassin 1852) è un uccello della famiglia dei Laridi.

## Sistematica
Larus heermanni non ha sottospecie, è monotipico.

## Distribuzione e habitat
Questo gabbiano vive in Nord America, dalle coste occidentali del Canada al quelle del Guatemala. È più raro in Alaska e nelle coste del Golfo del Messico.